# Soy leyenda
Soy Leyenda (en inglés I Am Legend) es una novela de terror , suspenso y ciencia ficción escrita por Richard Matheson y publicada en 1954.

## Argumento
El libro se desarrolla en una versión postapocalíptica de la ciudad de Los Ángeles, comprendida entre el año de 1976 y 1979. El protagonista, Robert Neville, ha sobrevivido a una pandemia provocada por una guerra bacteriológica que ha arrasado con todas las personas que había en la Tierra; sin embargo, estos no están muertos, sino que se han convertido en portadores de una bacteria que produce los clásicos síntomas del vampiro mítico, dividiéndose en dos clases: los infectados, quienes en vida contrajeron la bacteria y los vampiros, los muertos que resucitaron gracias a la bacteria.
La vida de Neville es muy monótona. Durante el día repite una y otra vez la misma rutina: repara su casa, revisa el sello de sus ventanas, realiza colgantes con ajo y elimina los cadáveres de vampiros, que yacen sobre su césped, además de salir por comida e ir a cazar a los vampiros que entran en una especie de coma mientras aparece la luz solar; en la noche, Neville se sienta a escuchar música clásica  y beber whisky, mientras intenta distraerse de los elementos del pasado vigentes en su memoria y de los alaridos de burla e incitación que dan los vampiros fuera de su casa, haciéndole perder ocasionalmente la cordura.
Pronto despierta la curiosidad del protagonista por comprender a las nuevas criaturas que habitan en el mundo; curiosidad que choca frontalmente con sus frustraciones y errores mientras se adentra en el estudio de las mismas, debido a que Neville no tiene mayor formación académica. No obstante, se obliga a sí mismo a estudiar libros de medicina, psicología, biología y otras ramas para tratar de descifrar los misterios de las criaturas, desde descubrir la enfermedad que les afecta hasta reconocer las causas de sus temores a la luz del sol, los ajos, los espejos y demás mitos de la leyenda, como las cruces. De ahí en adelante, la historia toma un rumbo que deja de mostrarnos una vida regular enfocada en la supervivencia, y nos lleva por sus estudios y hallazgos.
En su vida personal, por otra parte, este hombre ha estado aislado de la sociedad durante casi tres años, y su cordura se mueve en la cuerda floja. Si bien Neville consigue adaptarse a esta vida, los recuerdos del pasado de su esposa y su hija no dejan de atormentarlo. La compañía para él es algo que anhela durante la novela, y en una parte de esta, cuando aparece un perro libre de la bacteria fuera de su casa, este hace todo lo que puede para ganarse su confianza. 
Un día, Neville ve caminando a una mujer a plena luz del día. Descubre que el nombre de la mujer es Ruth y que llevaba escapando durante una semana de los vampiros tras perder a su esposo. Neville la lleva a casa y la cuida, más nunca deja de sospechar acerca de la posibilidad de que esté infectada, por lo que decide sacarle una muestra de sangre. Durante un día, ambos personajes comparten sus historias y se enamoran rápidamente. Pero cuando Neville analiza la muestra de sangre y descubre que ella está infectada, esta lo deja inconsciente y se marcha. Al recuperar el sentido, Neville descubre una carta en la cual Ruth le explica que pertenece a una nueva sociedad de infectados dispuestos a restablecer el orden, eliminando a los vampiros y al propio Neville, por lo que le aconseja que huya. Asimismo, explica que gracias a una píldora, le era posible salir a la luz del día, revelando en ese sentido, el nacimiento de la nueva sociedad a la que Neville no podía pertenecer.
Haciendo caso omiso del consejo de Ruth, Neville se queda en su casa decidido a entregarse hasta que van a su casa y, en medio de un enfrentamiento, es herido en el pecho. Ya en una celda, Ruth va a visitarlo para hacerle saber que será ejecutado públicamente. Neville comprende entonces que en esa nueva sociedad no hay espacio para él, y que todos aquellos que esperaban su muerte lo hacían por el miedo y el pavor que le tenían a aquel ser extraño diferente a todos. Robert Neville se había convertido en una figura mitológica en la nueva sociedad, que al igual que los vampiros en la antigüedad, mataban a la gente mientras dormía pacíficamente. El último pensamiento de Neville se ve como la revelación que hay ante estos hechos: Soy leyenda.
Gran parte de la historia está dedicada a las luchas de Neville para entender la plaga que ha transformado a toda la humanidad excepto a él, y detalla el progreso de sus descubrimientos. En cuanto a esto, la novela es casi única en el tratamiento de los vampiros clásicos. En esta, el autor, en vez de pedir al lector que acepte una explicación sobrenatural del fenómeno de los vampiros, se esfuerza en ofrecer una base científica para síntomas como la aversión al agua bendita y a la luz solar. La animadversión a los espejos y a las cruces, por ejemplo, se revela como un trastorno de tipo psicológico.
El clímax de la novela, de un profundo y chocante dramatismo, expresa a la vez un gran pesimismo hacia el porvenir de la especie humana, en consonancia con los contenidos catastróficos (la amenaza nuclear, por ejemplo) presentes en la cinematografía y la literatura de los tiempos de la Guerra Fría, época en que la obra fue escrita. El mensaje profundo de Matheson sugiere un  escepticismo darwinista, a través de la comprensión final del solitario protagonista, Neville, de que su momento, y el de toda la raza humana, ha pasado. Los odiosos vampiros que iban a ejecutarlo, éticamente no podían considerarse ni mejores ni peores que él, por tanto, los monstruos que él había exterminado con tanto ahínco no eran en realidad más que entes biológicos normales y corrientes, cuyo único pecado había sido tratar de adaptarse, al igual que él, a las actuales circunstancias, en su natural intento de sobrevivir.

## Adaptaciones cinematográficas

### El último hombre sobre la Tierra
En 1964, Vincent Price lo interpretó como el Dr. Robert Morgan. Producción italiana y con el título original de L'ultimo uomo della Terra. El propio Matheson escribió el guion de esta adaptación pero, tras años sin llevarse a la pantalla, se reescribió debido a las presiones de la compañía productora, así que decidió aparecer en los títulos de crédito con el seudónimo de "Logan Swanson".

### El último hombre vivo
En 1971, una alejada versión de la novela original apareció con el nombre The Omega Man, titulada al castellano como El último hombre vivo. Está protagonizada por Charlton Heston y Anthony Zerbe. Matheson no tuvo ningún tipo de influencia en este filme; es más, se desviaba completamente de la novela, rechazando los elementos vampíricos, excepto por las criaturas fotosensibles.

### I Am Omega
Película de bajo presupuesto realizada por la productora The Global Asylum en el año 2007. El título en inglés de la película (I Am Omega) combina los títulos de la novela y de una de las versiones anteriores, The Omega Man.

### Soy leyenda
En los años 90, se especuló sobre una adaptación de Ridley Scott, pero se descartó por lo alto del presupuesto. La película iba a estar protagonizada por Arnold Schwarzenegger. Finalmente se escogió a Will Smith como protagonista de la adaptación de Francis Lawrence. La historia transcurre en Nueva York, a diferencia de la novela original, y se estrenó en diciembre de 2007.
La película difiere en muchos aspectos de la novela de Matheson, como por ejemplo, en la trama (en la novela, Neville, atrincherado en su casa, lucha día a día por sobrevivir ante los constantes acechos de vampiros, mientras que en la película este acoso solo se produce al final). Pero es más llamativo el contraste en el final.
A diferencia del final del estreno en el cual muere, en un final alternativo sobrevive al ataque de los vampiros y se va de la ciudad en busca de supervivientes.

### Literatura
- Matheson, Richard (2007). Soy leyenda. colección Pegasus, cartoné. Barcelona: Ediciones Minotauro. ISBN 978-84-450-7657-6.
- – (2007). Soy leyenda. edición película, rústica. Booket. Barcelona: Ediciones Minotauro. ISBN 978-84-450-7672-9.
- – (2006). Soy leyenda. rústica. Booket Ciencia Ficción 8009. Barcelona: Ediciones Minotauro. ISBN 978-84-450-7594-4.
- – (2003). Soy leyenda. colección Pegasus. Edición bolsillo, rústica. Barcelona: Ediciones Minotauro. ISBN 978-84-450-7433-6.
- – (2001). Soy leyenda. 1ª ed., 2ª imp., cartoné. Barcelona: Círculo de lectores. ISBN  9788422686132.
- – (2001). Soy leyenda. 1ª ed., 2ª imp., rústica. Barcelona: Ediciones Minotauro. ISBN 978-84-450-7218-9.
- – (1993). Soy leyenda. segunda edición, tela. Barcelona: Ediciones Minotauro. ISBN 978-84-450-7075-8.
- – (1985). Soy leyenda. blanda; nº 98 colección BestSellers Planeta. Barcelona: Editorial Planeta. ISBN 84-320-8306-2.
- – (1960). Soy leyenda. primera edición en castellano, blanda. Buenos Aires: Editorial Minotauro. ISBN 84-320-8306-2.

### Cómic
- Matheson, Richard & Brown, Elman (2007). Soy leyenda. rústica. Barcelona: Norma Editorial. ISBN 978-84-9847-116-8.